# Taree
Taree est une ville australienne située dans la zone d'administration locale de Mid-Coast en Nouvelle-Galles du Sud.

## Géographie
Située au cœur d'une région ostréicole, à 310 kilomètres au nord de Sydney et à 16 kilomètres de l'océan Pacifique, Taree est arrosée par la Manning River et desservie par la Pacific Highway.

## Histoire
Le nom de la ville est d'origine aborigène. Taree est érigée en municipalité en 1885. Elle fait partie de la zone d'administration locale de Grand Taree de 1981 à 2016, date à laquelle elle est réunie à celle de Mid-Coast.

## Démographie
La population s'élevait à 15 848 habitants en 2011 et à 16 197 habitants en 2016.

## Politique et administration
La ville est rattachée à la circonscription de Lyne pour les élections fédérales et à celle de Myall Lakes pour les élections à l'Assemblée législative de Nouvelle-Galles du Sud.

## Personnalités liées à la commune
- Wayne Blair, acteur, réalisateur et scénariste né à Taree